# Star Trek: Der Film
Star Trek: Der Film (Originaltitel: Star Trek: The Motion Picture) ist ein US-amerikanischer Science-Fiction-Film aus dem Jahr 1979. Es ist der erste Star-Trek-Kinofilm und zugleich eine Fortsetzung der Fernsehserie Raumschiff Enterprise beziehungsweise Die Enterprise. Der Film startete am 27. März 1980 in den bundesdeutschen Kinos.

## Handlung
Eine riesige leuchtende Energiewolke, über 80 Astronomische Einheiten groß, befindet sich auf direktem Kurs zur Erde. Entdeckt wird sie, als sie drei klingonische Raumschiffe und die Föderationsraumstation Epsilon 9 zerstört, die zuvor erfolglos versucht hatte, mit der Wolke zu kommunizieren. Die Föderation sieht die Erde durch die Wolke bedroht und entsendet die generalüberholte U.S.S. Enterprise NCC-1701, um die Wolke abzufangen. Der mittlerweile zum Admiral beförderte James T. Kirk lässt sich kurzfristig das Kommando über das Schiff geben, obwohl ihm viele technische Neuerungen daran nicht vertraut sind, und versetzt den ursprünglichen Captain Will Decker zu dessen Verdruss auf den Posten des Ersten Offiziers. Als der ursprünglich als Wissenschaftsoffizier vorgesehene Vulkanier Sonak bei einem Unfall beim Beamen zu Tode kommt, überträgt Kirk auch diese Funktion zunächst an Decker. Die Deltanerin Lieutenant Ilia, Deckers frühere Geliebte, tritt ihren Posten als Navigatorin an.
Um die Wolke möglichst rasch zu erreichen, lässt Kirk die Enterprise mit dem bislang noch nicht ausreichend getesteten Warp-Antrieb fliegen. Dabei kommt es zu einem Maschinenfehler, der das Schiff in ein Wurmloch versetzt, wo es mit einem Asteroiden zu kollidieren droht. Kirk befiehlt Phasereinsatz gegen den Asteroiden, doch Decker erhebt Einspruch und zerstört den Asteroiden stattdessen mit einem Photonentorpedo, worauf das Wurmloch wieder verschwindet. Von Kirk zur Rede gestellt, begründet Decker sein Verhalten mit einer Kirk noch nicht bekannten Kopplung der Phasersysteme an die Triebwerke, die in diesem Fall die Enterprise selbst zerstört hätten. Kirk gibt ihm zwar recht, behält aber gleichzeitig seine konfrontative Einstellung gegenüber Decker bei, wofür er von McCoy heftig zurechtgewiesen wird.
Währenddessen versucht Spock auf dem Planeten Vulkan das Kolinahr zu meistern, eine traditionelle Technik zur vollkommenen Unterdrückung von Emotionen. Er besteht den Test nicht, da er plötzlich das Vorhandensein der Wolke als ein fremdes Bewusstsein spürt. Er begibt sich wieder auf die Enterprise, wo er die enthusiastische Begrüßung der übrigen Crew regungslos über sich ergehen lässt und dann seinen üblichen Posten als Wissenschaftsoffizier wieder einnimmt.
Als erstes beteiligt sich Spock an der Behebung des Warp-Maschinenfehlers und ist erfolgreich, so dass die Enterprise schon bald bei der Wolke angelangt. Ein Energiestrahl aus der Wolke tastet das Schiff ab und verletzt Chekov; Spock erkennt den Strahl als Kommunikationsversuch. Anschließend fliegt die Enterprise in langen Szenen ins Innere der Wolke, auf Kirks Entscheidung gegen Deckers Protest ohne Schutzschilde, um friedliche Absichten zu demonstrieren.
Die Wolke erweist sich als Struktur aus vielen gigantischen Teil-Räumen, die unterschiedlich farbig strukturiert sind. Offenbar ist sie keine bloße Energieansammlung, sondern eine riesige Maschine, ein unermesslich großes Raumschiff mit einer zentralen Steuerung und Waffensystemen, gegen die die Enterprise machtlos ist. Eine plötzlich auf der Brücke erscheinende Plasmasäule, von Spock als Sonde bezeichnet, versucht zunächst Daten aus dem Bordcomputer zu extrahieren und lässt dann Ilia verschwinden, worauf Decker schwere Vorwürfe gegen Kirk erhebt. Kurz darauf erscheint ein maschineller Nachbau Ilias in deren Quartier, äußerlich eine exakte Kopie, doch innen mit technischem Aufbau. Diese dient der fremden Entität als Kommunikationskanal zur Enterprise-Besatzung. Sie nennt die Entität „V’ger“ (englisch ausgesprochen: „wi-dscher“) und sagt, V’ger sei auf der Suche nach seinem Schöpfer, den es auf der Erde zu finden glaubt. Spock nähert sich mit einem Raketen-Raumanzug eigenmächtig dem Zentrum der Konstruktion und erfährt nach einer Gedankenverschmelzung mit der Entität und einer holographischen Nachbildung der Reise V’gers, dass V’ger über ungeheures Wissen verfügt, aber Emotionen nicht verstehen kann.
Der von dieser Verschmelzung bewusstlose Spock wird von V'ger zur Enterprise zurückgeschickt. Das riesige Gebilde, in dem die Enterprise eingeschlossen ist, hat mittlerweile die Erde erreicht und V'ger versucht Kontakt zu seinem Schöpfer aufzunehmen, erhält jedoch keine Antwort. Darauf will es alle Menschen auf der Erde vernichten, die es für Parasiten hält, die den Schöpfer am Antworten hindern. Indem Kirk V'ger davon überzeugt, dieses Rätsel lösen zu können, gewinnt er Zeit. Die Enterprise wird von einem Traktorstrahl weiter ins Innere der Maschinenwolke gezogen, wo Kirk schließlich mit seinem engsten Team sein Schiff verlässt und in einer von V’ger erzeugten Sauerstoffblase zu Fuß zum Zentrum geht. Dort finden sie eine Raumsonde mit der teilweise verschmutzten Aufschrift „Voyager 6“, die von der NASA im 20. Jahrhundert mit dem Ziel gestartet wurde, möglichst viel Wissen über das Universum zu sammeln und es der Menschheit zu übermitteln. Sie wurde später von einem Schwarzen Loch geschluckt und ist dann offenbar zu einer Maschinenzivilisation gelangt, die in der Sonde etwas zwar Primitives, aber Artverwandtes sah und sie zur weiteren Erfüllung ihres Auftrages zu der riesigen Maschinenwolke ausbaute. V'ger, wie sich das gesamte Gebilde nun nannte, hatte dadurch ein eigenes Bewusstsein erlangt und die Reise fortgesetzt, bald alles Erlernbare gelernt und sich dann weisungsgemäß auf den Rückweg zur Erde begeben, um das gesammelte Wissen seinem Schöpfer, also der Menschheit, zu überbringen. Der Wissenstransfer scheiterte allerdings daran, dass auf der Erde niemand mehr den Kommunikationscode verstand. Doch als das Außenteam versucht, den Antwortcode aus Archiven von Hand zu geben, zerstört V’ger seine eigene Antenne.
V'ger hat erkannt, dass die Menschen seine Schöpfer sind, und verlangt nun tiefere Antworten nach dem Sinn der Leere seiner Existenz, die nichts als Logik kennt. Decker, der das Wesen seiner geliebten Ilia noch in der Maschine spüren kann, bietet sich an, mit V'ger eins zu werden und ihm so das Wesen des Mensch-Seins zu offenbaren. Gemeinsam mit der Ilia-Sonde löst er sich in leuchtende Energie auf, ein neues Wesen entsteht und die Wolke verschwindet. Damit ist die Enterprise wieder im freien Raum nahe der Erde, und die Gefahr ist abgewendet.
Kirk meldet in seinem Bericht Ilia und Decker als Verluste, jedoch nicht als tot, sondern als vermisst.
Vor dem Beginn des Abspanns erscheint im Bild der Satz „Das menschliche Abenteuer beginnt gerade erst.“

## Hintergrund
Die Geschichte war ursprünglich für die erste Episode der Fernsehserie Star Trek: Phase Two geplant; Paramount Pictures entschied sich jedoch nach langem Hin und Her für einen Kinofilm. Einige der ursprünglich für die nie produzierte Serie gebauten Kulissen wurden für den Kinofilm wie auch für spätere Filme und Fernsehserien verwendet, um beim Budget zu sparen. Neu war das Konzept des Filmplots nicht; man hatte dieselbe Idee bereits in der Raumschiff-Enterprise-Folge Ich heiße Nomad verarbeitet.
Die Produktion überzog in hohem Ausmaß das Budget. Letztendlich kostete der Film 40 Millionen US-Dollar, unter anderem auch deshalb, weil sich bereits fertig produzierte visuelle Effekte der Trickfirma Robert Abel and Associates als untauglich erwiesen und nochmals aufwendig neu erstellt werden mussten.
Die visuellen Effekte betreuten unter anderem Douglas Trumbull und Richard Yuricich, die diese schon für 2001: Odyssee im Weltraum beigesteuert hatten.
Trotz der hohen Produktionskosten spielte Star Trek: Der Film, nicht zuletzt unterstützt durch den Science-Fiction-Hype um Star Wars, seine Kosten wieder ein, woraufhin der zweite Film Star Trek II: Der Zorn des Khan produziert wurde.
Der Deutsche Kai Krause gewann 1980 einen Clio Award für die Soundeffekte zu einem Radiospot des Films.
Ende der 90er Jahre erschien auf Video eine neue, längere Version des Films, die Szenen enthält, die auch in der Version der US-Fernsehausstrahlung enthalten sind.
Seit 2002 ist auf DVD die Director’s Edition erhältlich, die neue digitale Effekte und geänderte Szenen beinhaltet. Im Jahr 1979 musste der Film aufgrund des starken Termindruckes schnellstmöglich fertiggestellt werden und viele Effekte wurden nicht so umgesetzt, wie es ursprünglich vom Regisseur geplant war. Die derzeit auf Blu-ray erhältliche Fassung ist die originale Kinofassung aus dem Jahre 1979. 2022 wurde wiederum eine neu bearbeitete Fassung mit dem Titel Star Trek: The Motion Picture – The Director’s Edition veröffentlicht.

## Musik
Die Filmmusik Jerry Goldsmiths gilt als eines der wichtigsten Werke des Komponisten. Viele der Themen fanden auch in späteren Produktionen der Filmreihe wieder Verwendung, an welchen Goldsmith beteiligt war, vor allem das Klingon-Battle-Thema und die Titelmusik. Letztere gefiel dem Star-Trek-Produzenten Roddenberry so sehr, dass auf seinen Wunsch hin das Thema auch für die Fernsehserie Raumschiff Enterprise: Das nächste Jahrhundert als Eröffnungsmusik benutzt wurde. Auch Teile des Titelthemas der Serie Raumschiff Enterprise von Alexander Courage sind kurz zu hören (als Untermalung der Logbucheinträge).
Goldsmith benötigte zum Komponieren ungewöhnlich viel Zeit. Dies war dadurch bedingt, dass es aufgrund der Ambitionen der Produzenten bezüglich optischer Effekte immer wieder zu Verzögerungen bei der Fertigstellung des Bildmaterials kam. Die letzten Aufnahmen zu dem Soundtrack wurden am 1. Dezember 1979 um 3 Uhr nachts aufgezeichnet, 6 Tage vor der Filmpremiere. Das Orchester wurde dabei dirigiert von Lionel Newman.
Als eine der wenigen und letzten Produktionen der Filmindustrie Hollywoods beginnt Star Trek mit einer dreiminütigen Ouvertüre, also einer rein musikalischen Eröffnung vor dem eigentlichen Vorspann. Dazu benutzte Goldsmith das Ilia-Thema, ein Stück im Sechsachteltakt andante, welches der Komponist selbst als Liebesthema bezeichnete. Das Stück zeichnet sich durch eine auffallende Dynamik aus: Es beginnt mit einer zunächst zweistimmigen Nebenmelodie; es folgt ein an die kompositorische Struktur – Haupt- und Nebenthemen sowie Tonartwechsel – angepasstes, jedoch beständiges Crescendo, welches wenige Takte vor dem Schluss kumuliert. Die Ouvertüre klingt mit einem Pianissimo des Orchesters aus, woraufhin das kräftige Titelthema einsetzt.
Dieses im Gesamtwerk der Musik zum Film als Enterprise- oder Kirk-Thema bezeichnete heroische Motiv ist in eine Durharmonie im Zwölfachteltakt eingebunden, und als Titelmelodie in einer Version allegro moderato zu hören, welches über weite Strecken von einem kraftvollen Bläsersatz getragen wird. Das Enterprise-Thema selbst entstand als einer der am frühesten fertiggestellten Teile zunächst zur Untermalung der Szenen, in welchen Admiral Kirk zu dem in der Erdumlaufbahn schwebenden Raumschiff Enterprise transportiert wird.
Ein drittes tragendes Element des Soundtracks ist das V’ger-Thema, welches für die fremde Entität steht, welche die Erde bedroht. Es findet hauptsächlich Verwendung in den Stücken The Cloud, The Flyover und The Force Field. Hier kommen verstärkt Blechblasinstrumente und Perkussion zum Einsatz. Für besonders fremdartige Klangeffekte sorgte hierbei der Einsatz eines Blaster Beam. Dies ist ein von dem Künstler Craig Huxley geschaffenes elektronisches Saiteninstrument, dessen schnarrender Klang Assoziationen mit einer Kesselpauke hervorruft und das über einen etwa 5–6 Meter langen Körper verfügt.
Der Sänger Shaun Cassidy coverte das Ilia-Thema auf einer 1980 veröffentlichten Single, unterlegt mit Text, als Star Beyond Time.
Die Filmmusik wurde in zehn Scores 1979 als LP veröffentlicht. 20 Jahre später erschien eine Jubiläumsausgabe mit zuvor unveröffentlichten Teilen. Die Musik wurde zur Veröffentlichung des Films auf DVD nochmals überarbeitet und digital verbessert (Dolby 5.1).

## Synchronisation
Die deutsche Synchronisation übernahm die Berliner Synchron GmbH nach einem Dialogbuch von Jürgen Neu unter der Dialogregie von Wolfgang Schick. Für den Film wurden bis auf zwei Ausnahmen alle der originalen Synchronsprecher verpflichtet. 2002 wurden die neuen Szenen zum ersten Mal nachsynchronisiert, dafür beauftragte man die EuroSync in Berlin. Harald Wolff und Lutz Dieckmann schrieben die neuen Dialoge, Wolff führte auch Regie. 2022 wurden weitere neue Teile synchronisiert. Die Aufnahmen entstanden in den Ateliers der Iyuno-SDI Group Germany, wie die Berliner Synchron seit 2020 genannt wird. Tobias Neumann war für die Dialoge verantwortlich, Oliver Feld führte Regie.
| Rolle                                   | Darsteller        | Synchronsprecher                                                                                 |
| --------------------------------------- | ----------------- | ------------------------------------------------------------------------------------------------ |
| Admiral James T. Kirk                   | William Shatner   | Gert Günther Hoffmann, Klaus Sonnenschein (neue Szenen 2002), Andreas Neumann (neue Szenen 2022) |
| Mr. Spock                               | Leonard Nimoy     | Herbert Weicker, Norbert Gescher (neue Szenen 2002)                                              |
| Dr. Leonard „Pille“ McCoy               | DeForest Kelley   | Manfred Schott, Bodo Wolf (neue Szenen 2002)                                                     |
| Commander Montgomery „Scotty“ Scott     | James Doohan      | K. E. Ludwig, Kaspar Eichel (neue Szenen 2002)                                                   |
| Lieutenant Commander Hikaru Sulu        | George Takei      | Helmut Gauß                                                                                      |
| Lieutenant Pavel Chekov                 | Walter Koenig     | Elmar Wepper, Stefan Staudinger (neue Szenen 2002)                                               |
| Lieutenant Commander Uhura              | Nichelle Nichols  | Rose-Marie Kirstein, Regine Albrecht (neue Szenen 2002), Karin Grüger (neue Szenen 2022)         |
| Dr. Christine Chapel                    | Majel Barrett     | Doris Gallart                                                                                    |
| Lieutenant Ilia                         | Persis Khambatta  | Alexandra Lange                                                                                  |
| Captain/Commander Willard „Will“ Decker | Stephen Collins   | Frank Glaubrecht, Bernd Vollbrecht (neue Szenen 2002)                                            |
| Janice Rand                             | Grace Lee Whitney | Barbara Adolph                                                                                   |
| Commander Branch Shimmer                | David Gautreaux   | Hans-Jürgen Dittberner                                                                           |

## Kritiken
“…our familiarity with the series works against the effectiveness of this movie. On the one hand we have incomprehensible alien forces and a plot that reaches out to the edge of the galaxy. On the other hand, confronting these vast forces, we have television pop heroes. […] Such reservations aside, “Star Trek: The Motion Picture” is probably about as good as we could have expected. […] But on its own terms it’s a very well-made piece of work, with an interesting premise. […] My inclination, as I slid down in my seat and the stereo sound surrounded me, was to relax and let the movie give me a good time. I did and it did.”

„Unsere Vertrautheit mit der Serie wirkt sich in gewisser Weise negativ auf die Effektivität des Films aus. Auf der einen Seite haben wir unergründliche außerirdische Kräfte und einen Plot, der uns bis an den Rand der Galaxie führt. Auf der anderen Seite stehen Fernsehpop-Helden diesen gewaltigen Kräften gegenüber. […] Abseits all solcher Vorbehalte ist „Star Trek: Der Film“ aber wahrscheinlich genauso gut, wie wir es verlangen konnten. […] Für sich genommen ein sehr gut gemachtes Werk mit einer interessanten Prämisse. […] Als ich mich in meinem Sitz zurücklehnte und der Stereosound mich umgab, wollte ich mich entspannen und mich von dem Film unterhalten lassen. Das tat ich, und das tat er auch.“

„Aufwendiger Film nach der erfolgreichen Fernsehserie ‚Raumschiff Enterprise‘ (Star Trek). Langweilig inszeniert, stereotyp in der Figurenzeichnung und mit einem pseudo-philosophischen Überbau.“

„Ein sehenswertes Science-Fiction-Abenteuer mit gelungenen Spezialeffekten, exzellenter Musik und einer hervorragenden Kameraarbeit.“

„Der Film wiederholt die klischeehaften Muster der Fernsehserie. Eine bedrohliche Situation tritt ein, der Captain reagiert mit autoritärem Befehlsgehabe, der Doktor äußert Skepsis, Spock bringt die kühle Logik ins Spiel, und der Maschinist warnt zum x-ten Mal, daß die Maschinen nicht überlastet werden dürfen […] Man muß schon ein eingefleischter ‚Enterprise‘-Fan sein, um an einem derart simplen, gewaltsam auf Bedeutungsschwere getrimmten Film Gefallen zu finden.“